# Musée du Montparnasse

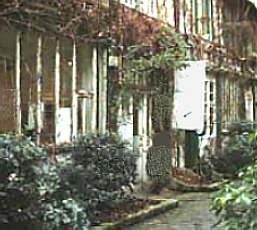
Musée du Montparnasse

Musée du Montparnasse befand sich im 15. Arrondissement von Paris in der Avenue du Maine Nr. 21. Es war der Kunst der ersten Hälfte des 20. Jahrhunderts gewidmet, als Montparnasse Zentrum der damaligen Avantgarde in der Bildenden Kunst war. 
Das Museum befand sich im ehemaligen Atelier von Marie Vassilieff. Es wurde am 28. Mai 1998 eingeweiht und 2015 geschlossen. Es entstand dank der Bestrebungen des Journalisten Roger Pic und des Kunstkritikers Jean-Marie Drot als ein nichtkommerzielles Vorhaben. Es wurde vom Verein Les amis du musée de Montparnasse geführt.
Im zweiten und dritten Jahrzehnt des 20. Jahrhunderts war das Atelier von Marie Vassileff Treffpunkt der Pariser Bohème. Die Malerin betrieb dort die private Academie Vassilieff. Während des Ersten Weltkrieges führte sie im Atelier eine Kantine für mittellose Künstler.

## Weblink
- Musée du Montparnasse (Memento vom 9. Februar 2014 im Internet Archive)

Koordinaten: 48° 50′ 36,3″ N, 2° 19′ 15″ O